# Sverdlov (film)
Pour les articles homonymes, voir Sverdlov.

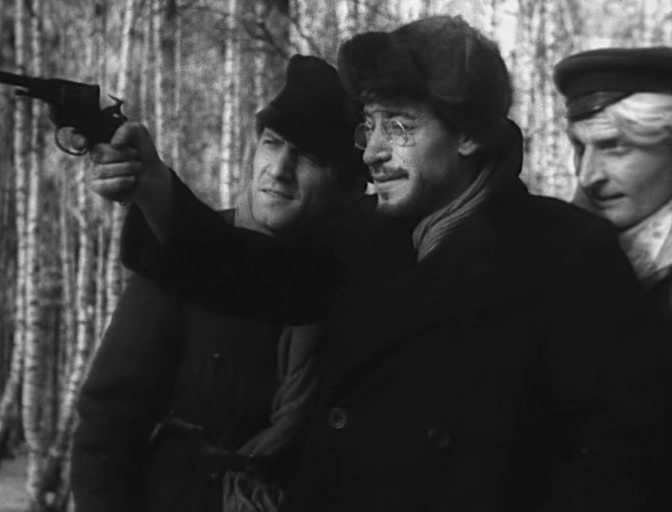
Scène du film

Sverdlov (Яков Свердлов) est un film biographique, historique et dramatique soviétique de Sergueï Ioutkevitch sorti en 1940.
Le film présente la vie et les activités de Iakov Sverdlov, le troisième président du Comité exécutif central.
Le réalisateur Sergueï Ioutkevitch et l'acteur Leonid Lioubachevski incarnant Sverdlov sont récompensés par le prix Staline de la IIe classe en 1941.

## Synopsis
En 1902, dans la ville russe de Nijni Novgorod, le jeune révolutionnaire Yakov Sverdlov, grâce au soutien financier de Maxime Gorki, se procure une presse pour pouvoir imprimer clandestinement de la propagande anti-tsariste. Trois ans plus tard, Sverdlov dirige l'agit-prop dans l'Oural, incitant les ouvriers à se révolter par les armes contre le régime tsariste, mais il est arrêté et envoyé dans les camps en Sibérie. En 1917, quand Nicolas II est renversé, il occupe rapidement un poste politique important.
Il revient à Nijni Novgorod où il s'oppose à Lev Mironov (ru), le président du Comité du parti, et aux autres trotskistes.

## Fiche technique
- Titre : Sverdlov
- Titre original : Yakov Sverdlov
- Titre allemand : Der erste Präsident
- Réalisateur : Sergueï Ioutkevitch
- Scénario : Boris Levine, Piotr Pavlenko
- Photographie : Joseph Martov
- Direction artistique : Vladimir Kaplounovski
- Musique : David Blok
- Directeur de production : Iakov Svetozarov
- Son : Alekseï Machistov, Aleksandr Izboutski
- Montage : Ksenia Blinova
- Société de production : Soyuzdetfilm
- Format : noir et blanc - Mono
- Durée : 124 minutes (version restaurée : 108 minutes)
- Pays de production :  Union soviétique
- Genre : film historique, film biographique
- Langue : russe
- Date de sortie : URSS : 12 décembre 1940

## Distribution
- Leonid Lioubachevski : Sverdlov
- Maksim Schtrauch : Lénine
- Andro Kobaladze : Staline (séquences supprimées par la censure en 1965)
- Pavel Kadotchnikov : Lionka Soukhov jeune / Maxime Gorki
- Vassili Markov : Felix Dzerjinski
- Nikolaï Krioutchkov : Trofimov
- NikolaÏ Gorlov (ru) : Constantin Mironov
- Pavel Springfeld (ru) : Alekseï Soukhov
- Alexandre Gretchany (ru) : Votinov dit Moustique
- Vladimir Vladislavski (ru) : Kasimir Petrovitch
- Nikolaï Okhlopkov : Fédor Chaliapine
- Ksenia Tarassova (ru) : Anissia, femme de Soukhov
- Ivan Lioubeznov (ru) : bandit
- Igor Smirnov : Lionka Soukhov enfant
- Sergueï Filippov : marin SR
- Boris Tenine : chansonnier
- Stepan Kaïoukov : propriétaire de manège
- Evgueni Gourov (ru) : procureur
- Gueorgui Milliar : marchand
- Konstantin Zoubov (ru) : épisode
- Lev Potemkine (ru) : Herbert Sleutz
- Mikhaïl Pougovkine : ouvrier
- Boris Blinov : Zhelezniak
- Youri Toloubeïev : IsmaÏlov
- Iruna Fedotova : Zina, femme de Mironov
- Ivan Nazarov : Akim

## Restauration
Le film a été restauré en 1965 par les studios Mosfilm.